# Tephrosia pungens
Tephrosia pungens är en ärtväxtart som först beskrevs av René Viguier, och fick sitt nu gällande namn av Du Puy och Jean-Noël Labat. Tephrosia pungens ingår i släktet Tephrosia och familjen ärtväxter. Inga underarter finns listade i Catalogue of Life.